# Jenyiszeji kirgizek
A jenyiszeji kirgizek (a kínai forrásokban kienkunok) az ókor végén a Jenyiszej felső folyásánál élő, eredetileg valamilyen paleoszibériai nyelvet beszélő nép voltak. Később erős török nyelvi hatás érte őket. A 9–10. században az Ujgur Birodalom megdöntése után Mongólia urai voltak. Utódaik ma részben Dél-Szibériában élnek, más részükből török népelemekkel keveredve a mai kirgizek alakultak ki a Tien-san területén Kirgizisztánban. A jenyiszeji kirgizeknek maradtak leszármazottaik Mandzsúriában, számuk alig 800 fő. Az ősi nyelvet ellenben alig néhányan beszélhetik (egy 1982-es adat szerint alig tízen voltak a beszélők).[forrás?]

## Történetük
Az i. e. 1. század közepén az Irtis felső folyása mentén éltek. Innen az 1. században vándorolhattak a Jenyiszej felső folyásához, a mai Tuva vidékére. A Türk Birodalom, majd az Ujgur Birodalom fennhatósága alatt éltek. Közben elsajátították a türk rovásírást és az évezred végére nyelvileg és kulturálisan eltörökösödtek. A Felső-Jenyiszej vidékén sok rövid sírfeliratukat tárták fel. 
840-ben megdöntötték az ujgurok hatalmát, s ezután mintegy 80 évre ők lettek Mongólia urai. Uralmuk a türkökéhez és az ujgurokéhoz képest is civilizációs visszalépést jelentett, Mongólia az államiságból visszaesett az egyszerű törzsi keretek közé. 920 körül a kitajok  űzték el őket. 
A jenyiszeji kirgizek egy része ezután nyugat felé húzódott az Altaj és a Tien-san felé, csatlakozott török népekkel együtt, akikkel együtt formálták meg a kirgizek népét. Itt továbbra is jelentős szerepet játszottak a sztyeppén, míg hegemóniájukat a karakitajok meg nem döntötték 1112 körül. 